# Triclistus rectus
Triclistus rectus är en stekelart som beskrevs av Henry Keith Townes, Jr. 1959. Triclistus rectus ingår i släktet Triclistus och familjen brokparasitsteklar. Inga underarter finns listade i Catalogue of Life.